# Радиомониторинг
Радиомониторинг — деятельность по изучению и контролю радиообстановки.

## Области применения радиомониторинга
Измерения и контроль за радиоэлектронными средствами, предназначенными для передачи (излучения) электромагнитных волн различных диапазонов, с целью обеспечения электромагнитной совместимости (ЭМС) различных средств связи, выполнения санитарных норм и законодательных ограничений.
Получение информации о работающих передатчиках в определённой местности (или в пределах объекта), определение их типа, основных характеристик, количества и демодуляция/декодирование передаваемой информации с целью их обнаружения или контроля.
Обнаружение, наблюдение, перехват и обработка данных, полученных при помощи средств радиомониторинга, как средство оперативного получения информации (радиоразведка — разновидность радиомониторинга).

## Технические средства радиомониторинга
Главным средством для радиомониторинга является — радиоприёмное устройство (РПУ — устройство, предназначенное для приёма радиосигналов) предназначенное для работы в определённом диапазоне частот. В зависимости от задачи это может быть радиоприёмник или анализатор спектра. Важнейшим элементом радиоприёмного устройства является антенна, которая выбирается в зависимости от диапазона частот, задачи и условий применения РПУ. Оборудование для радиомониторинга может быть рассчитанным как на определённый диапазон частот и тип сигналов, так и быть широкополосным, универсальным. РПУ может быть оборудовано различными демодуляторами, устройствами визуального отображения и регистрации радиосигналов, возможностью записи, различными средствами технического анализа. Обычно РПУ специально предназначенное для радиомониторинга имеет специальные функции для поиска радиосигналов, таких как поиск в заданном диапазоне или сканирование ячеек памяти, отображение спектра в реальном времени или его записи, автоматическая регистрация (запись) сигналов на выходе демодулятора. РПУ часто является частью комплекса специально предназначенного для радиомониторинга и находится под управлением компьютера, который управляет РПУ, обеспечивает интерфейс, регистрирует данные. Комплекс для радиомониторинга может иметь дистанционное управление, например с целью пеленгации радиосигналов или удаленного наблюдения за электромагнитной обстановкой. РПУ бывают автономными, с собственными органами управления.
По характеру применения можно разделить РПУ на:
1. портативные;
2. носимые/мобильные;
3. стационарные.

Один из популярных современных РПУ предназначенных для радиомониторинга в носимом или стационарном варианте: miniport EB-200 производства Rohde&Schwarz. Этот измерительный приёмник обладает высокими характеристиками, его чувствительность, динамический диапазон (по забитию и интермодуляции 3-го порядка) не хуже чем у многих приёмников эксплуатируемых только в стационарном варианте. Имеет свои органы управления для автономного использования и может управляться при помощи специального программного обеспечения, что улучшает функциональность и скорость работы.
В качестве портативных широкодиапазонных приёмников с поисковыми функциями часто используют — AR8200mk3 (пр-во AOR) и IC-R20 (пр-во ICOM) или их аналоги.

## Методы радиомониторинга
Поисковые способы — основаны на перестройке приёмника в заданной полосе частот. При значительном времени разведки позволяют обнаружить и измерить несущую частоту с высокой точностью. Просмотр частотного диапазона производится, как правило, по пилообразному закону периодически с периодом перестройки {\displaystyle {T}_{p}}.
В зависимости от соотношения периода перестройки и длительности сигнала {\displaystyle {T}_{s}}, который необходимо обнаружить, различают три способа поиска:
1. медленный поиск,
2. быстрый поиск,
3. поиск со средней скоростью.

При медленном поиске время перестройки приёмника на ширину его полосы пропускания больше периода повторения сигнала. Медленный поиск хорошо подходит для обнаружения постоянно работающих радиоэлектронных средств. При этом точность определения частоты очень высокая. Серьёзным недостатками медленного поиска являются большое время обнаружения сигнала и малая вероятность разведки кратковременно работающих радиоэлектронных средств. Для преодоления этого изъяна, приходится увеличивать ширину полосы пропускания приёмника, что приводит к снижению чувствительности.
При быстром поиске время перестройки приёмника во всём диапазоне очень мало, а скорости перестройки очень велики (сотни и тысячи мегагерц в микросекунду). При данном способе поиска высока вероятность обнаружения кратковременно работающих радиоэлектронных средств за один период перестройки приёмника, однако разрешающая способность и точность определения частоты по сравнению с медленным поиском ниже, что связано с инерционностью резонансных цепей приёмника.
При поиске со средней скоростью (вероятностом поиске), обнаружение кратковременных сигналов не гарантируется в течение одного периода перестройки, остальные же параметры оказываются достаточно хорошими для целей радиомониторинга.
Беспоисковые способы — основаны на одновременном приёме сигналов в широком диапазоне рабочих частот без перестройки гетеродинов или фильтров. Время разведки частоты действующих радиоэлектронных средств может быть очень малым, так как все составляющие спектра выявляются одновременно и практически мгновенно. Типы беспоисковых методов:
1. интерференционные способы,
2. использование одноканальных приёмников,
3. использование многоканальных приёмников.

Интерференционный способ основан на известной зависимости сдвига фазы от длины пути и частоты. Сигнал с выхода антенны разветвляется на две фидерные линии различной длины. После прохождения этих линий происходит временное смещение сигналов. Полученные сигналы нормируются по уровню и вычитаются. Достоинством интерференционного способа является простота реализации аппаратуры, недостатком — снижение точности при расширении диапазона разведки и низкая чувствительность.
Одноканальные приёмники широкополосны: их полоса пропускания равна диапазону разведываемых частот. Простейший широкополосный приёмник прямого усиления состоит из антенны, демодулятора, видеоусилителя и индикатора. Точность определения частоты и чувствительность низкие. Одноканальные приёмники применяются для лишь для установления самого факта облучения.
Многоканальные приёмники обеспечивают высокую точность определения частоты. Это связано с тем, что рабочий диапазон частот разделяется системой фильтров на ряд поддиапазонов. Полосы прозрачности фильтров примыкают друг к другу. Многоканальные приёмники применяются для грубого определения частоты и типа радиоэлектронного средства. Число каналов в них достигает нескольких десятков.
Пеленгаторы — устройства для определения направления на источник излучения. Пеленгаторы делятся на поисковые, в которых направление на источник излучения определяется последовательным просмотром исследуемого пространства (например, поворотом остронаправленной антенны) и беспоисковые, которые определяют направление на источник излучения практически мгновенно. Высокая точность пеленгации достигается применением большого количества антенн. Пеленгаторы используются в радионавигации. Поиск по направлению может быть быстрым и медленным.

## Анализ радиосигналов
Заключается в выявлении структуры сигнала по результатам измерения его параметров (частотных, временных, амплитудных и т. д.) в целях определения вида сигнала и разработки способов получения доступа.